# Линда (новелла)
Линда — криминальная новелла писателя Джона Макдональда (англ. John D. MacDonald), написанная им в 1956 году.
 
В СССР была опубликована в журнале «Смена», в сентябре 1981 года.

## Сюжет
Скучающая в браке с нелюбимым мужем Полом Коули, главная героиня по имени Линда Уилстон (в одной из экранизации — Линда Рестон), обладающая абсолютным отсутствием морали на грани психопатии, продумывает совершение преступления, которое должно принести ей деньги, новый брак с писаным красавчиком — и отправить её зануду-мужа на виселицу.
 
Поначалу всё развивается в полном соответствии с её хитроумными планами; но, когда перед Полом неиллюзорно замаячила смертная казнь, он, обычно 'рохля' и 'размазня', полностью сконцентрировался на том, чтобы разрушить дьявольские силки, и ценой невероятных усилий ему удалось сломать, казалось бы, незыблемую канву, которую предначертала ему супруга. Неоценимую помощь в борьбе за восстановление честного имени Полу оказал помощник окружного прокурора Дэвид Хилл (в отличие от местного адвоката Калвина Дженимена, строившего защиту классическим, но проигрышным для его клиента способом), который поверил в его невиновность и создал ситуационные условия для того, чтобы правда восторжествовала.
 
Пол остаётся в живых; порок наказан, виновные получили по заслугам;  но счастья он так и не обрёл, вернувшись к своей серой повседневной жизни и будучи фактически сломленным этой страшной историей.

### Интересные факты

Наиболее драматургически сильные места новеллы:
- Сцена побега
- Сцена допроса
- Сцены посещения:

- Линдой
- Линды.

Эпизоды убийства и казни вряд ли могут быть отнесены к самым ярким моментам повествования.

## Телеадаптации
Новелла «Линда» была экранизирована два раза:
- в 1973 (со Стеллой Стивенс в главной роли) и
- в 1993 — Линда (фильм) (англ. Linda, с Вирджинией Мэдсен) — криминальный триллер, США. Режиссёр — Натаниель Гутман.